# Booom
Booom byla anketa pořádaná Asociací herního průmyslu České a Slovenské republiky. První ročník byl pořádán v roce 2011. V roce 2014 byla nahrazena anketou Ceny hráčů.

## Ročníky a výsledky

### 2011
V prvním ročníku se cena udělovala v 8 kategoriích. Prezident Asociace herního průmyslu Michal Valkoun o celé akci řekl: „Doufáme, že se Booom 2011 stane v příštích letech úspěšnou variantou obdobných hudebních i filmových cen udělovaných na našem území.“
- Nejlepší česká hra
  - 1. místo: Top Spin 4 (2K Czech)
  - 2. místo: Take on Helicopters (Bohemia Interactive Studio)
  - 3. místo: Coraabia (ARK8)
  - Další nominovaní: Gyro 13, Shadowgun
- Nejlepší PC hra
  - 1. místo: Zaklínač 2: Vrahové králů (CD Projekt Red / Comgad)
  - 2. místo: Portal 2 (Valve Corporation / Electronic Arts)
  - 3. místo: Deus Ex: Human Revolution (Eidos Montréal / Cenega Czech)
  - Další nominovaní: Star Wars: The Old Republic, The Elder Scrolls V: Skyrim
- Nejlepší PlayStation 3 hra
  - 1. místo: Uncharted 3: Drake's Deception (Naughty Dog / Sony)
  - 2. místo: Dark Souls (From Software / Cenega Czech)
  - 3. místo: LittleBigPlanet 2 (Media Molecule / Sony)
  - Další nominovaní: Batman: Arkham City, inFamous 2
- Nejlepší Xbox 360 hra
  - 1. místo: Gears of War 3 (Epic Games / Microsoft)
  - 2. místo: Dark Souls (From Software / Cenega Czech)
  - 3. místo: Batman: Arkham City (Rocksteady / Cenega)
  - Další nominovaní: Forza Motorsport 4, Deus Ex: Human Revolution
- Nejlepší Wii hra
  - 1. místo: The Legend of Zelda: Skyward Sword (Nintendo / ConQuest)
  - 2. místo: Rayman Origins (Ubisoft Entertainment / Conquest)
  - 3. místo: Xenoblade Chronicles (Monolith / ConQuest)
  - Další nominovaní: Kirby's Epic Yarn, The Conduit 2
- Nejlepší technické zpracování
  - 1. místo: Battlefield 3 (EA Digital Illusions CE / Electronic Arts)
  - 2. místo: Uncharted 3: Drake's Deception (Naughty Dog / Sony)
  - 3. místo: RAGE (id Software / Cenega Czech)
  - Další nominovaní: Crysis 2, Batman: Arkham City
- Nejlepší scénář
  - 1. místo: Portal 2 (Valve Software / Electronic Arts)
  - 2. místo: Deus Ex: Human Revolution (Eidos Montréal / Cenega Czech)
  - 3. místo: Uncharted 3: Drake's Deception (Naughty Dog / Sony)
  - Další nominovaní: L.A. Noire, Zaklínač 2: Vrahové králů
- Nejlepší hudba
  - 1. místo: Deus Ex: Human Revolution (Eidos Montréal / Cenega Czech)
  - 2. místo: Bastion (Supergiant Games)
  - 3. místo: Portal 2 (Valve Software / Electronic Arts)
  - Další nominovaní: The Elder Scrolls V: Skyrim, Assassin's Creed: Revelations

### 2012
V druhém ročníku byla anketa rozdělena na veřejnou část a odbornou část. Ve veřejné části rozhoduje veřejnost internetovým hlasováním. Patřila do ní kategorie Nejlepší hra roku. V odborné části rozhodla odborná porota složená z novinářů a publicistů, kteří se věnují recenzování videoher v českých a slovenských médiích. Patří do ní kategorie Nejlepší česká hra, Nejlepší slovenská hra, Nejlepší hra pro PC, Nejlepší hra pro Xbox 360, Nejlepší hra pro PlayStation 3, Nejlepší hra pro Wii U, Nejlepší hra pro PS Vita, Nejlepší hra pro 3DS/DS, Nejlepší mobilní hra, Nejlepší herní hudba, Nejlepší grafika a technické zpracování, Nejlepší herní scénář a Nejlepší česká lokalizace zahraniční videohry.
- Hra roku
  - 1. místo: Assassin's Creed III (Ubisoft Entertainmentt / Playman / ConQuest)
  - 2. místo: Far Cry 3 (Ubisoft Entertainment / Playman / ConQuest Ent.)
  - 3. místo: Dishonored (Arcane Studios / Cenega Czech)
- Česká hra roku
  - 1. místo: Botanicula (Amanita Design)
  - 2. místo: Euro Truck Simulator 2 (SCS Software)
  - 3. místo: Carrier Command: Gaea Mission (Bohemia Interactive Studio)
  - Další nominovaní: Dead Trigger, Miner Wars 2081
- Slovenská hra roku
  - 1. místo: Air Conflicts: Pacific Carriers (Games Farm)
  - 2. místo: Tunnelers (Floating Minds)
  - 3. místo: Cabela’s Dangerous Hunts 2012 (Cauldron)
  - Další nominovaní: Castle Defender, Plumber Reloaded
- PC hra roku
  - 1. místo: Dishonored (Arcane Studios / Cenega Czech)
  - 2. místo: XCOM: Enemy Unknown (Firaxis Games / Cenega Czech)
  - 3. místo: The Walking Dead (Telltale Games)
  - Další nominovaní: Diablo III, Far Cry 3
- Xbox 360 hra roku
  - 1. místo: Halo 4 (343 Industries / Microsoft)
  - 2. místo: Forza Horizon (Playground Games, Turn10 Studios / Microsoft)
  - 3. místo: Dishonored (Arkane Studios / Cenega Czech)
  - Další nominovaní: Zaklínač 2: Vrahové králů - Rozšířená edice, The Walking Dead
- PlayStation 3 hra roku
  - 1. místo: Journey (thatgamecompany / Sony Computer Entertainment)
  - 2. místo: Dishonored (Arkane Studios / Cenega)
  - 3. místo: Far Cry 3 (Ubisoft Entertainment / ConQuest)
  - Další nominovaní: Mass Effect 3, Borderlands 2
- Wii/WiiU hra roku
  - 1. místo: ZombiU (Ubisoft Entertainment / ConQuest)
  - 2. místo: New Super Mario Bros. U (Nintendo / ConQuest Ent.)
  - 3. místo: The Last Story (Mistwalker / ConQuest)
  - Další nominovaní: NintendoLand, Assassin’s Creed III
- PS VITA hra roku
  - 1. místo: LittleBigPlanet PS VITA (Media Molecule / Sony Computer Entertainment)
  - 2. místo: Uncharted: Golden Abyss (Naughty Dog / Sony Computer Entertainment)
  - 3. místo: Gravity Rush (Sony Computer Entertainment Japan Studio / Sony Computer Entertainment)
  - Další nominovaní: Assassin’s Creed III: Liberation, Persona 4 Golden
- DS/3DS hra roku
  - 1. místo: Resident Evil: Revelations (Capcom / ConQuest)
  - 2. místo: Professor Layton and the Miracle Mask (Level 5 / ConQuest)
  - 3. místo: Rayman: Origins (Ubisoft Entertainment / ConQuest)
  - Další nominovaní: New Super Mario Bros. 2, Pokémon B/W Version 2
- Nejlepší mobilní hra roku
  - 1. místo: Rayman: Jungle Run (Ubisoft Montpellier)
  - 2. místo: Angry Birds: Star Wars (Rovio Mobile)
  - 3. místo: Dead Trigger (Madfinger Games)
  - Další nominovaní: Super Hexagon, The Walking Dead: The Game
- Nejlepší herní hudba
  - 1. místo: Journey (thatgamecompany / Sony Computer Entertainment)
  - 2. místo: Mass Effect 3 (BioWare / Electronic Arts)
  - 3. místo: Assassin’s Creed III (Ubisoft Entertainment / Playman / ConQuest)
  - Další nominovaní: Botanicula, Max Payne 3
- Nejlepší herní scénář
  - 1. místo: The Walking Dead (Telltale Games)
  - 2. místo: Spec Ops: The Line (Yager Development, Darkside Game Studios / Cenega Czech)
  - 3. místo: Mass Effect 3 (BioWare / Electronic Arts)
  - Další nominovaní: Dishonored, Max Payne 3
- Nejlepší grafika a technické zpracování
  - 1. místo: Far Cry 3 (Ubisoft Entertainment / Playman / ConQuest)
  - 2. místo: Journey (thatgamecompany / Sony Computer Entertainment)
  - 3. místo: Assassin’s Creed III (Ubisoft Entertainment / Playman / ConQuest)
  - Další nominovaní: Dishonored, Halo 4
- Nejlepší lokalizace zahraniční hry
  - 1. místo: Assassin’s Creed III (Playman)
  - 2. místo: Zaklínač 2: Vrahové králů - Rozšířená edice (Comgad)
  - 3. místo: Wonderbook: Book of Spells (Sony Computer Entertainment)
  - Další nominovaní: Dishonored, Far Cry 3

### 2013
Třetí ročník byl značně ovlivněn nedostatkem financí, a proto neproběhla tak „velkolepě“ jako předchozí ročník. Cena byla udělována v 16 kategoriích. Došlo k sjednocení kategorií zahrnující jednotlivé platformy. Naproti tomu byly přidány speciální žánrové ceny.
Pro účely kategorií Nejlepší české hry a Nejlepší slovenské hry vznikly seznamy her vydaných v daném roce. Seznam českých her sestavil Martin Bach a Petr Poláček. Bach současně požádal Pavola Budaye, aby sestavil odpovídající seznam slovenských her.
- Nejlepší česká hra roku
  - 1. místo: ArmA 3 (Bohemia Interactive Studio)
  - 2. místo: Dead Trigger 2 (Madfinger Games)
  - 3. místo: Hero of Many (Trickster Arts)
  - Další nominovaní: Euro Truck Simulator 2: Going East! a Lums
- Nejlepší slovenská hra roku
  - 1. místo: Air Conficts: Vietnam (Games Farm)
  - 2. místo: Gomo (Fishcow Studio)
  - 3. místo: Citadels (Games Distillery)
  - Další nominovaní: Little Galaxy a Zombie Chase 2
- Nejlepší PC hra:
  - 1. místo: BioShock Infinite (2K Marine / Cenega)
  - 2. místo: Assassin's Creed IV: Black Flag (Ubisoft / Conquest Entertainment / Playman)
  - 3. místo: Papers, Please (Lucas Pope)
  - Další nominovaní: Gone Home a The Stanley Parable
- Nejlepší PlayStation hra:
  - 1. místo: The Last of Us (Naughty Dog / SCEE)
  - 2. místo: Grand Theft Auto V (Rockstar Games / Cenega)
  - 3. místo: Beyond: Two Souls (Quantic Dream / SCEE)
  - Další nominovaní: Assassin's Creed IV: Black Flag a Resogun
- Nejlepší XBOX hra:
  - 1. místo: Grand Theft Auto V (Rockstar Games / Cenega)
  - 2. místo: Assassin's Creed IV: Black Flag (Ubisoft / Conquest Entertainment / Playman)
  - 3. místo: Bioshock Infinite (2K Marine / Cenega)
  - Další nominovaní: Brothers: A Tale of Two Sons a DMC - Devil May Cry
- Nejlepší Nintendo hra:
  - 1. místo: Fire Emblem: Awakening (Intelligent Systems / Conquest Entertainment)
  - 2. místo: Zelda: A Link Between Worlds (Nintendo / Conquest Entertainment)
  - 3. místo: Pokémon X & Y (Game Freak / Conquest Entertainment)
  - Další nominovaní: Pikmin 3 a Super Mario 3D World
- Nejlepší grafika a technické zpracování:
  - 1. místo: The Last of Us (Naughty Dog / SCEE)
  - 2. místo: Grand Theft Auto V (Rockstar Games / Cenega)
  - 3. místo: Assassin’s Creed IV: Black Flag (Ubisoft / Conquest Entertainment / Playman)
  - Další nominovaní: Bioshock: Infinite a Crysis 3
- Nejlepší herní scénář:
  - 1. místo: The Last of Us (Naughty Dog / SCEE)
  - 2. místo: Bioshock Infinite (2K Marine / Cenega)
  - 3. místo: Grand Theft Auto V (Rockstar Games / Cenega)
  - Další místo: Brothers: A Tale of Two Sons a The Stanley Parable
- Nejlepší herní hudba:
  - 1. místo: Remember Me (Dontnod Entertainment / Cenega)
  - 2. místo: The Last of Us (Naughty Dog / SCEE)
  - 3. místo: Assassin’s Creed IV: Black Flag (Ubisoft / Conquest Entertainment / Playman)
  - Další nominovaní: Grand Theft Auto V a Rayman: Legends
- Nejlepší lokalizace zahraniční hry:
  - 1. místo: The Last of Us (Naughty Dog / SCEE)
  - 2. místo: Assassin’s Creed IV: Black Flag (Ubisoft / Conquest Entertainment / Playman)
  - 3. místo: Metro: Last Light (4A Games / Cenega)
  - Další nominovaní: Rome II: Total War a Tomb Raider
- Nejlepší akční hra:
  - 1. místo: The Last of Us (Naughty Dog / SCEE)
  - 2. místo: Bioshock Infinite (2K Marine / Cenega)
  - 3. místo: Grand Theft Auto V (Rockstar Games / Cenega)
  - Další nominovaní: Assassin’s Creed IV: Black Flag a Tomb Raider
- Nejlepší Sportovní hra:
  - 1. místo: FIFA 14 (EA Sports / EA)
  - 2. místo: NBA 2K14 (Visual Concepts / Cenega)
  - 3. místo: NHL 14 (EA Sports / EA)
  - Další nominovaní: Football Manager 2014 a PES 2014
- Nejlepší RPG:
  - 1. místo: Shadowrun Returns (Harebrained Schemes)
  - 2. místo: Fire Emblem: Awakening (Intelligent Systems / Conquest Entertainment)
  - 3. místo: Pokémon X & Y (Game Freak / Conquest Entertainment)
  - Další nominovaní: Divinity: Dragon Commander a Zelda: A Link Between Worlds
- Nejlepší závodní hra:
  - 1. místo: Gran Turismo 6 (Polyphony Digital / SCEE)
  - 2. místo: Forza Motorsport 5 (Turn 10 Studios / Microsoft)
  - 3. místo: Need for Speed Rivals (Ghost Games / EA)
  - Další nominovaní: F1 2013 a Grid 2
- Nejlepší strategie:
  - 1. místo: Europa Universalis IV (Paradox Interactive)
  - 2. místo: Company of Heroes 2 (Relic Entertainment / Cenega)
  - 3. místo: Rome II: Total War (Creative Assembly / Comgad)
  - Další nominovaní: StarCraft II: Heart of the Swarm a XCOM: Enemy Within
- Nejlepší rodinná hra:
  - 1. místo: Rayman Legends (Ubisoft / Conquest Entertainment / Playman)
  - 2. místo: Super Mario 3D World (Nintendo / Conquest Entertainment)
  - 3. místo: Skylanders: Swap Force (Activision / ABC Data)
  - Další nominovaní: LEGO Marvel Super Heroes a Tearaway